# Іван Іванович (князь рязанський)
Іван II Іванович Коротопол (рос. Иван Иванович Коротопол; д/н — 1343) — князь рязанський у 1327—1342 роках.

## Життєпис
Син Івана Ярославича, великого князя Рязанського. Після смерті того 1327 року разом із стрийком Олександром спадкував Рязань. Ймовірно спочатку Іван II був «молодшим» князем. 1333 року разом з Олександром брав участь у поході Івана I Даниловича, великого князя Володимирськогоі Московського, на Новгород.
1339 року після смерті Олександр став одоосібним князем, отримавши на це ярлик в хана Узбека. У 1340 році Іван Іванович супроводжував темника Товлубія, посланого Узбеком проти смоленського князя Івана Олександровича. Дорогою він зустрів свого стриєчного брата князя Олександра Михайловича Пронського, який віз Орду данину в обхід рязанського князя, висловлюючи цим незалежність. Іван Рязанський захопив Олександра Михайловича, пограбував його, привіз в Переяславль-Рязанський, де стратив його. За цим приєднався до ординського війська під Смоленськом. Проте ординцям і руським князям місто взяти не вдалося.
У 1342 року князь Ярослав-Дмитро Пронський, син загиблого Олександра Михайловича, отримав ярлик в Узбека на Рязанське князівство з ординським військом підійшов до Переяслава-Рязанського. Після 1-денного спротиву Іван Іванович втік зі столиці, яку захопив його супротивник. У 1343 році Івана було вбито за невідомих обставин.

## Родина
Дружина — Агрипіна Глібовна
Діти:
- Софія (д/н—1364), дружина Всеволода Олександровича, великого князя тверського
- Анастасія (д/н— після 1371), дружина боярина Івана Мирославича
- Олег (1336—1402), великий князь Рязанський